# NGC 4760
NGC 4760 este o galaxie eliptică situată în constelația Fecioara. A fost descoperită în 30 martie 1876 de către August Winnecke. Se află la o distanță de 58,34 de megaparseci de Pământ.